# Miss Univers Ghana

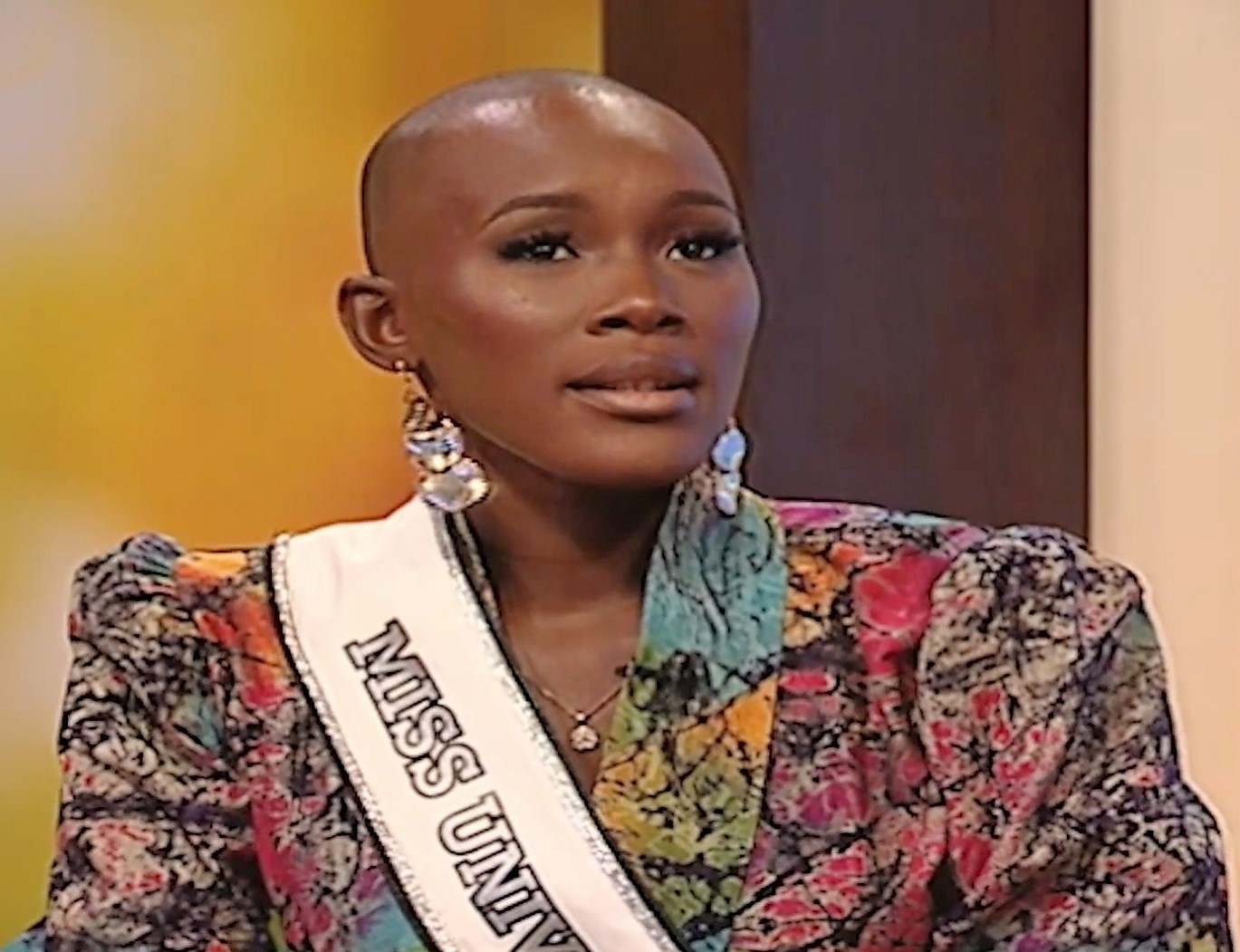
Engracia Mofuman, Miss Univers Ghana en 2022.

Miss Univers Ghana est un concours de beauté féminine destiné aux jeunes femmes habitantes et de nationalité ghanéenne. La sélection permet de représenter le pays au concours de Miss Univers.

## Les Miss pour Miss Univers
| Année | Contestant            | Placement | Special award     |
| ----- | --------------------- | --------- | ----------------- |
| 1991  | Dela Tamakloe         |           |                   |
| 1992  | -                     |           |                   |
| 1993  | Jamila Danzuru        |           | Miss Congeniality |
| 1994  | -                     |           |                   |
| 1995  | -                     |           |                   |
| 1996  | Pearl Amoah           |           |                   |
| 1997  | -                     |           |                   |
| 1998  | Francisca Awuah       |           |                   |
| 1999  | Akuba Cudjoe          | Top 10    |                   |
| 2000  | Maame Esi Acquah      |           |                   |
| 2001  | Precious Agyare       |           |                   |
| 2002  | Stephanie Walkins-Fia |           |                   |
| 2003  | -                     |           |                   |
| 2004  | Minaye Donkor         |           |                   |
| 2005  | -                     |           |                   |
| 2006  | Angela Asare          |           | Miss Congeniality |
| 2007  | -                     |           |                   |
| 2008  | Yvette Nsiah          |           |                   |
| 2009  | Jennifer Koranteng    |           |                   |
| 2010  | Awurama Simpson       |           |                   |
| 2011  | Yayra Erica Nego      |           |                   |

## Les Miss pour Miss Monde
| Année        | Miss Ghana Titleholder | Representative at Miss World | Placement or Award                                               |  |
| ------------ | ---------------------- | ---------------------------- | ---------------------------------------------------------------- |  |
| 1957         | Monica Amekoafia       |                              |                                                                  |  |
| 1958         | Janet Boateng          | --                           |                                                                  |  |
| 1959         | Star Nyaniba Annan     | (same)                       |                                                                  |  |
| 1960         | Comfort Kwamena        | --                           |                                                                  |  |
| 1961 to 1966 | (no pageant)           | --                           |                                                                  |  |
| 1967         | Araba Martha Vroom     | (same)                       | Top 15 (quarter-finalist)                                        |  |
| 1968         | Lovell Rosebud Wordie  | (same)                       |                                                                  |  |
| 1969 – 1985  | (no pageant)           | --                           |                                                                  |  |
| 1986         | Magdalene Adjabeng     | --                           |                                                                  |  |
| 1987         | Augustina Henaku       | --                           |                                                                  |  |
| 1988         | Dzidzo Abra Amoa       | (same)                       |                                                                  |  |
| 1989         | Afua Amoah Bonsu       | (same)                       |                                                                  |  |
| 1990         | Bridgitte Dzorgbenuku  | Dela Tamakloe                |                                                                  |  |
| 1991         | (no pageant)           | Jamilla Haruna Danzuru       |                                                                  |  |
| 1992         | (no pageant)           | --                           |                                                                  |  |
| 1993         | (no pageant)           | --                           |                                                                  |  |
| 1994         | Matilda Aku Alomatu    | (same)                       |                                                                  |  |
| 1995         | Manuela Medie          | (same)                       | Best Evening Gown                                                |  |
| 1996         | Shiela Azuntaba        | (same)                       |                                                                  |  |
| 1997         | Benita Golomeke        | (same)                       |                                                                  |  |
| 1998         | Efia Owusuaa Marfo     | (same)                       |                                                                  |  |
| 1999         | Mariam Sugru Bugri     | (same)                       |                                                                  |  |
| 2000         | Ewurafua Hawkson       | (same)                       |                                                                  |  |
| 2001         | Selasi Kwawu           | (same)                       |                                                                  |  |
| 2002         | Shaida Buari           | (same)                       |                                                                  |  |
| 2003         | Serena Naa Ashi Roye   | --                           |                                                                  |  |
| 2004         | Inna Mariam Patty      | Serena Naa Ashi Roye         |                                                                  |  |
| 2005         | Lamisi Mbillah         | Inna Patty                   |                                                                  |  |
| 2006         | Irene Dwomoh           | Lamisi Mbillah               | Semi-finalist                                                    |  |
| 2007         | Frances Takyi-Mensah   | Irene Dwomoh                 | Semi-finalist and winner beauty with a purpose                   |  |
| 2008         | Mawusi Apea            | Frances Takyi-Mensah         |                                                                  |  |
| 2009         | Mimi Areme             | Mawusi Apea                  |                                                                  |  |
| 2010         | Stephanie Karikari     | Mimi Areme                   |                                                                  |  |
| 2011         | TBD                    | Stephanie Karikari           | winner beauty with a purpose (win with Indonesia, Astrid Ellena) |  |

Note : TBD signifie to be defined, soit « pas encore défini » et TBA signifie to be annonced, soit « pas encore annoncé ».